# مولن روژ!
مولن روژ! (به انگلیسی: Moulin Rouge!) فیلمی موزیکال، عاشقانه و درام است که باز لورمن آن را در سال ۲۰۰۱ ساخته و بازیگرانی همچون ایوان مک‌گرگور، نیکول کیدمن و جیم برادبنت در آن بازی کرده‌اند. این فیلم که محصول کشورهای استرالیا، آمریکا و بریتانیا می‌باشد داستان شاعر و نویسندهٔ انگلیسی جوانی به نام کریسشن را روایت می‌کند که در ۱۸۹۹ به محلهٔ مونمارتر پاریس آمده و پس از چندی در دام عشق ساتین، همخوابه و ستارهٔ کاباره مولن روژ گرفتار می‌آید و رقابت عشقی‌ای بین او و شخصی متمول به نام دوک بر سر ساتین آغاز می‌گردد.
این فیلم در سال ۲۰۰۲ در ۸ رشته نامزد دریافت جایزه اسکار بوده که ۲ اسکار بهترین کارگردانی هنری و طراحی صحنه را دریافت کرده‌است. جایزه گلدن گلوب بهترین فیلم ۲۰۰۲ نیز به مولن روژ! تعلق گرفته‌است.

## خلاصه داستان
کریسشن (کریستین) نویسندهٔ انگلیسی جوانی است که در ۱۸۹۹ به محلهٔ مونمارتر پاریس نقل مکان می‌کند تا بتواند جایگاهی در فرهنگ بوهمی آن سال‌ها برای خود بیابد. او که تنها ماشین تایپ و کمی خرت و پرت را با خود به همراه آورده‌است در هتلی ساکن شده و مشغول نوشتن می‌شود. یک روز بر حسب تصادف با یک گروه موسیقی به رهبری تولوز لوترک که سر از اتاق او درآورده‌اند آشنا می‌شود که می‌خواهند نمایشی تازه را برای هارولد زیدلر، صاحب کاباره مولن روژ بر روی صحنه ببرند. کریسشن با نوشتن قطعه‌ای برای آن‌ها کمک می‌کند تا نمایش «دیدنی دیدنی» خلق شود. گروه او را با خود به مولن روژ می‌برد تا با اجرای خصوصی آن برای ساتین، همخوابه و هنرپیشهٔ مشهور کاباره، نظر او را جلب نمایند. ساتین کریسشن را با دوک، مرد ثروتمندی که قرار است در کاباره مولن روژ سرمایه‌گذاری نماید و هارولد زیدلر ترتیب گذراندن یک شب با او را داده‌است اشتباه گرفته و او را به اتاق مخصوص خود برده و شروع به اغواگری می‌نماید. اما با سخنان کریسشن درمی‌یابد که اشتباه کرده و از او می‌خواهد تا پیش از سر رسیدن دوک از آنجا برود. دوک آن دو را می‌بیند و ساتین وانمود می‌کند که آن‌ها مشغول تمرین نمایشی هستند و با اجرای آن در برابر دوک او را ترغیب به سرمایه‌گذاری در این نمایشنامهٔ موزیکال می‌کنند.
پس از این ماجرا، ساتین و کریسشن که به یکدیگر علاقه‌مند شده‌اند در عشق یکدیگر افتاده و ترانه‌ای را به نشانهٔ این عشق پنهانشان با یکدیگر می‌خوانند. اما دوک نیز که خود عاشق ساتین است از این موضوع باخبر شده و درصدد نابودی کریسشن برمی‌آید. ساتین که به بیماری سل مبتلاست می‌خواهد که با کریسشن فرار کند ولی هارولد زیدلر به او می‌گوید که با این کار تنها خشم دوک را برمی‌انگیزد و سبب مرگ کریسشن می‌شود. زیدلر از ساتین می‌خواهد تا با جریحه دار کردن احساسات کریسشن او را از خود براند زیرا که نمایش باید ادامه بیابد. ساتین برای نجات جان کریسشن به دروغ به او می‌گوید که او تنها برایش نقش بازی می‌کرده و ثروت دوک از عشق او برایش مهم‌تر است. کریسشن که نمی‌تواند این سخن را باور کند به دنبال ساتین تا مولن روژ می‌رود ولی عوامل دوک او را بیرون می‌اندازند.
شب اجرای نمایش «دیدنی دیدنی» فرا می‌رسد و تولوز سعی می‌کند توجه کریسشن را به شیوهٔ زندگی بوهمی که بر اساس حقیقت، زیبایی، آزادی و عشق بنا شده جلب نماید و اینکه چقدر او و ساتین یکدیگر را دوست دارند اما کریسشن دل‌شکسته‌تر از آن است که به صحبت‌های تولوز گوش دهد و به سمت مولن روژ می‌رود. نمایش شروع شده و کریسشن پیش ساتین در پشت صحنه رفته و برای سکسی که به رایگان با او در این مدت داشته، مقادیری پول به سوی او پرتاب می‌کند، اما ساتین سعی می‌کند تا کریسشن را از آنجا دور نماید چون می‌ترسد که محافظ دوک او را دیده و بکشد. آندو ناگهان بر روی صحنهٔ نمایش می‌افتند و سبب حیرت بازیگران و تماشاچیان می‌شوند. هارولد زیدلر سعی می‌کند تا کریسشن را یکی از شخصیت‌های نمایش که لباس مبدل پوشیده معرفی نماید اما کریسشن صحنه را ترک می‌کند. ناگهان تولوز که از بالای صحنه شاهد همه چیز است و گویی جمله‌ای را فراموش کرده فریاد می‌زند که: «بزرگ‌ترین چیزی که در زندگی می‌آموزی این است که عشق بورزی و در ازایش مورد عشق‌ورزی قرارگیری». با شنیدن این جمله ساتین شروع به خواندن ترانهٔ سری خود با کریسشن می‌کند تا به او نشان دهد که او را واقعاً دوست دارد. کریسشن که با شنیدن این ترانه از رفتن بازایستاده به سوی ساتین رفته و با او هم‌آواز می‌شود. دوک که با سبدی گل در صندلی جلو نشسته به خشم آمده از محافظ خود می‌خواهد تا کریسشن را بکشد اما گروه نمایش او را خلع سلاح کرده و زیدلر با کوبیدن مشتی به صورتش او را نقش بر زمین می‌سازد. عشاق آهنگ خود را با همراهی بقیه به پایان می‌برند و دوک نیز مولن روژ را ترک می‌نماید. پرده می‌افتد و تماشاچیان با شدت بسیار شروع به تشویق می‌کنند. اما پیش از آنکه گروه موفق به رفتن مجدد روی صحنه شود، بیماری سل بر ساتین غلبه کرده و او در آغوش کریسشن جان می‌سپارد.
حال یک سال از مرگ ساتین گذشته و کاباره مولن روژ نیز تعطیل شده‌است و کریسشن که هنوز در غم از دست دادن ساتین به سر می‌برد تصمیم می‌گیرد تا داستانشان را به رشتهٔ تحریر درآورد، داستانی که دربارهٔ حقیقت، زیبایی، آزادی و بیشتر از هرچیز دربارهٔ عشق می‌باشد.

## بازیگران
- ایوان مک‌گرگور در نقش کریسشن
- نیکول کیدمن در نقش ساتین
- جیم برودبنت در نقش هارولد زیدلر
- ریچارد راکسبرا در نقش دوک
- جان لگویزمائو در نقش هنری دو تولوز لوترک
- جاسک کومان در نقش آرژانتینی پرخواب
- گری مک‌دونالد در نقش دکتر
- کری واکر در نقش مری
- کارولین اوکانر در نقش نینی پا در هوا
- کایلی مینوگ در نقش پری سبز
- تارا موریس در نقش فاحشه

## ترانه‌ها
برخی از ترانه‌های اجرا شده در فیلم در جدول زیر آورده شده‌است:
| نام ترانه                          | اشعار                                              | اجرا در فیلم توسط                                                                      | خواننده یا گروه اصلی اجراکننده آهنگ        |
| ---------------------------------- | -------------------------------------------------- | -------------------------------------------------------------------------------------- | ------------------------------------------ |
| Nature Boy                         | ادن آبز                                            | جان لگیزامو                                                                            | نَت کینگ کول                                |
| The Sound of Music                 | راجرز و همرستاین                                   | ایوان مک‌گرگور                                                                          | مری مارتین بعدتر جولی اندروز               |
| Children of the Revolution         | مارک بولن                                          | ایوان مک‌گرگور، جاچک کامن، جان لگیزامو، گری مک‌دانلد، کایلی مینوگ، آزی آزبورن، متیو ویتت | تی رکس                                     |
| Zidler's Rap                       | باز لورمن، کریگ پیرس، ماریوس دوریس                 | جیم برادبنت                                                                            |                                            |
| Diamonds Are A Girl's Best Friend  | جول استاین، لئو رابین                              | نیکول کیدمن، جیم برادبنت، ناتالی مندوزا، لارا مولکهی، کارولین اوکانر                   | کارول چنینگ (اجرای معروفتر از مرلین مونرو) |
| Material Girl                      | پیتر براون، رابرت رنز                              | نیکول کیدمن، جیم برادبنت، ناتالی مندوزا، لارا مولکهی، کارولین اوکانر                   | مدونا                                      |
| Your Song                          | التون جان و برنی تاوپین                            | ایوان مک‌گرگور و پلاسیدو دومینیگو                                                       | التون جان                                  |
| One Day I'll Fly Away              | ویل جنینگز، جو سمپل                                | نیکول کیدمن                                                                            | د کروسیدرز بعدتر سیندی کرافورد             |
| Gorecki                            | اندرو بارلو، لو رودس                               | نیکول کیدمن                                                                            | لمب                                        |
| Like a Virgin                      | بیلی استاینبرگ، تام کلی                            | جیم برادبنت، ریچارد راکسبرا، آنتونی وی                                                 | مدونا                                      |
| Come What May                      | دیوید بروالد                                       | نیکول کیدمن، ایوان مک‌گرگور                                                             |                                            |
| Roxanne                            | استینگ                                             | جاچک کامن، ایوان مک‌گرگور، خوزه فلیسیانو                                                | استینگ                                     |
| Fool to Believe                    | باز لورمن، کریگ پیرس، ماریوس دوریس، کریگ ارمسترانگ | نیکول کیدمن، جیم برادبنت                                                               |                                            |
| The Show Must Go On                | فردی مرکوری، برایان می، راجر تیلور، جان دیکن       | جیم برادبنت، نیکول کیدمن، آنتونی وی                                                    | کوئین                                      |
| Hindi Sad Diamonds (Chamma Chamma) | سمیر                                               | آلکا یاگنیک                                                                            |                                            |

## جوایز
جشنواره فیلم کن (۲۰۰۱)
- نامزد دریافت نخل طلای بهترین فیلم - باز لورمن

جشنواره فیلم هالیوود (۲۰۰۱)
- برنده جایزه بهترین فیلم سال - باز لورمن

## اسکار(۲۰۰۲)
- برنده جایزه اسکار بهترین کارگردانی هنری و طراحی صحنه - کاترین مارتین (کارگردان هنری)، بریژیت بروش (طراح صحنه)
- برنده جایزه اسکار بهترین طراحی لباس - کاترین مارتین، انگس استراثی
- نامزد دریافت جایزه اسکار بهترین فیلم - باز لورمن، فرد بارون، مارتین براون
- نامزده دریافت جایزه اسکار بهترین بازیگر نقش اول زن - نیکول کیدمن
- نامزد دریافت جایزه اسکار بهترین فیلمبرداری - دانلد مک‌آلپاین
- نامزد دریافت جایزه اسکار بهترین تدوین - جیل بیلکاک
- نامزد دریافت جایزه اسکار بهترین چهره‌پردازی - موریتزیو سیلوی، آلدو سیگنورتی
- نامزد دریافت جایزه اسکار بهترین صداگذاری -اندی نلسون ، آنا بلمر، راجر سوج، گانتس سیکس

## گلدن گلوب(۲۰۰۲)
- برندهٔ جایزه گلدن گلوب بهترین فیلم (موزیکال یا کمدی)
- برنده جایزه گلدن گلوب بهترین موسیقی متن - کریگ آرمسترانگ
- برنده جایزه گلدن گلوب بهترین هنرپیشه زن (فیلم موزیکال یا کمدی) - نیکول کیدمن
- نامزد دریافت جایزه گلدن گلوب بهترین بازیگر مرد (فیلم موزیکال یا کمدی) - ایوان مک‌گرگور
- نامزد دریافت جایزه گلدن گلوب بهترین کارگردانی - باز لورمن
- نامزد دریافت جایزه گلدن گلوب بهترین ترانه فیلم - دیوید بروالد برای ترانه Come What May

بفتا (۲۰۰۲)
- برنده جایزه بفتا بهترین بازیگر نقش دوم مرد - جیم برادبنت
- برنده جایزه بفتا بهترین صداگذاری - اندی نلسون، آنا بلمر، راجر سوج، گانتیس سیکس، گرث وندرهوپ، آنتونی گری
- برنده جایزه Anthony Asquith برای بهترین موسیقی متن فبلم - کریگ آرمسترانگ، ماریوس د وریس

انستیتو فیلم آمریکا (۲۰۰۲)
- برنده جایزهٔ ای‌اف‌آی بهترین آهنگساز سال - کریگ آرمسترانگ
- برنده جایزهٔ ای‌اف‌آی بهترین تدوینگر سال - جیل بیلکاک

جوایز فیلم ام‌تی‌وی (۲۰۰۲)
- برنده جایزه بهترین بازیگر زن - نیکول کیدمن
- برنده جایزه بهترین صحنه موسیقایی - ایوان مک‌گرگور، نیکول کیدمن